# Catherine Bultez
Catherine Bultez (née Michaud le 25 novembre 1949 à Châtellerault) est une athlète française, spécialiste des courses de demi-fond.

## Biographie
Sociétaire du C.S.A. Châtellerault, elle est sacrée championne de France du 1 500 mètres en 1970 et 1971.
Elle améliore à trois reprises le record de France du 1 500 mètres : 4 min 27 s 0 le 11 juillet 1971 à Uden, 4 min 25 s 2 le 25 juillet 1971 à Colombes et 4 min 23 s 1 le 13 août 1971 à Helsinki [3].
En outre, elle est championne et recordwoman de France du 3 X 800 mètres en 1966 et 1967 [4].